# Mathilda Hall
Mathilda Elisabeth Hall, född 29 april 1833 i Göteborg, död 3 juni 1894 i Göteborg, var en svensk pedagog och skolföreståndare. Hon grundade Mathilda Halls skola i Göteborg och var dess föreståndare 1857–1894.

## Tidigt liv
Mathilda Halls föräldrar var grosshandlare Olof Hall, som tillhörde en från England inflyttad köpmanssläkt, och Martina Elisabeth Berg. Mathilda Hall hade redan tidigt pedagogiska ambitioner. Hon utbildades på Brödraförsamlingens flickskola i Göteborg och därefter på Brödraförsamlingens flickpension i Zeijst i Nederländerna, innan hon 1854 tog lärarexamen i Utrecht.

## Mathilda Halls skola
Vid sin återkomst till Göteborg började hon ta emot elever i hemmet och 1857 öppnade hon en egen skola. Hon hade höga ambitioner med sin flickskola. I Sverige hade det fram till denna tid funnits få skolor som erbjöd seriös högre utbildning åt kvinnliga elever och flickor undervisades som regel antingen i hemmet eller på flickpensioner som gav en ytlig bildning.
Mathilda Hall anställde endast manliga timlärare fram till att Högre lärarinneseminariet grundades 1861, varefter hon därifrån kunde få utbildade kvinnliga lärare. Hall undervisade själv först i flera ämnen, men ägnade sig slutligen endast åt religionsundervisningen. Liksom i de flesta skolor för flickor låg tyngdpunkten på kristendomsundervisning och karaktärsdaning framför kunskap, men Halls skola skulle komma att bli en mer seriös utbildningsanstalt. Bland ämnena fanns kyrkohistoria, tyska och allmän historia, franska och engelska. 1883 fick den en åttonde klass, och 1894 hade den tre förberedande klasser och åtta klasser på det högre stadiet. Engelska språket var annars vid denna tid sällsynt vid flickskolor. En annan ovanlig sak för en flickskola var att det förutom klädsömnad också förekom träslöjd.
Mathilda Hall sammanfattade sina principer i sin undervisning med orden: 
»Barnen äro mina blommor. Jag vill ge dem ans och vård, men blombladen skola ej bära spår av mina händer.»